# Boleslav (Černousy)

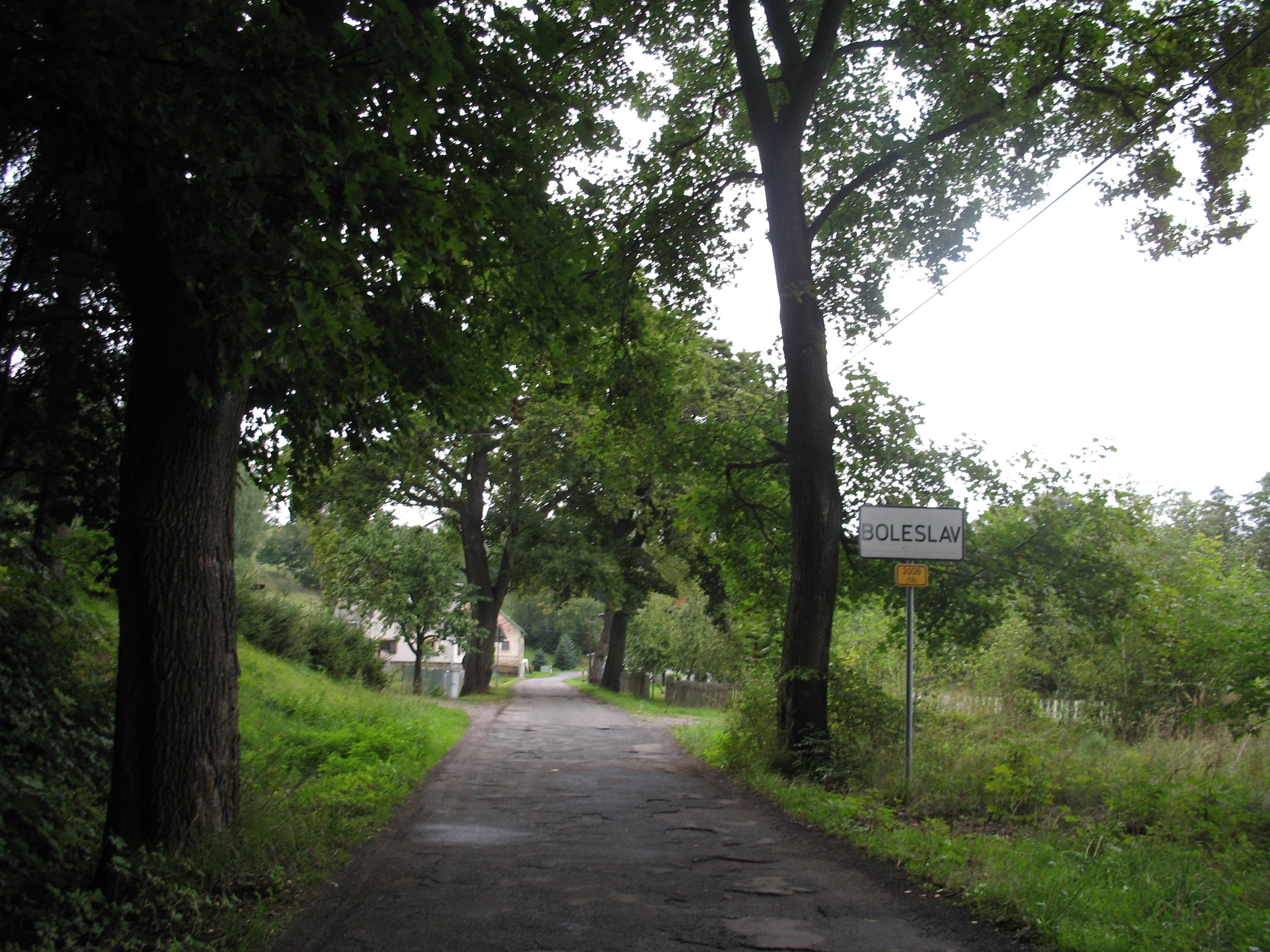
Ortseinfahrt

Boleslav, bis 1946 Bunzendorf, ist ein Ortsteil der Gemeinde Černousy im Okres Liberec,  Tschechien. Er liegt zehn Kilometer nordwestlich des Stadtzentrums von Frýdlant.

## Geographie
Die Streusiedlung Boleslav erstreckt sich linksseitig der Smědá (Wittig) im Isergebirgsvorland. Nördlich erhebt sich der Nad Školou (275 m), im Osten die Skalka (Steinberg, 340 m), südöstlich der Nademlýnský vrch (263 m) und der Hradec (Abtsberg, 313 m), im Süden die Pohanské kameny (Hain, 297 m), südwestlich die Sedlákovy Lhoty (Jäkelberg, 313 m) sowie im Westen der Doupňák. Im Osten verläuft rechts der Smědá die Bahnstrecke Liberec–Zawidów, die nächste Bahnstation ist Černousy.
Nachbarorte sind Ves im Norden, Ostróżno (Ostrichen) und Habartice im Nordosten, Černousy im Osten, V Poli und Dolní Pertoltice im Südosten, Předlánce, Michalovice und Filipovka im Süden, Loučná im Südwesten, Andělka im Westen sowie Kostrzyna (Trattlau) im Nordwesten.

## Geschichte
Das Dorf ist wahrscheinlich eine sorbische Gründung und wurde im 13. Jahrhundert im Zuge der deutschen Kolonisation von deutschen Siedlern erweitert.
Die Ansiedlung Ponezilsdorf gehörte im 15. Jahrhundert zum Gut Wiese. Zum Ende des 15. Jahrhunderts entstand in dem Ort nachweisbar ein Hof, dessen Besitzer Bolzo von Wiese war. Dessen beide Söhne Hans und Friedrich von Wiese erhielten den Hof vom Besitzer der Herrschaft Friedland, Joachim II. von Bieberstein als Lehn. Im Jahre 1559 erhielt der Besitzer des Hofes Bunzendorf, Georg von Wiese das Brau- und Schankrecht. Auf der neben dem Hof gelegenen Lehnwiese betrieb das Gut in mehreren Hältern Fischzucht. Im Jahre 1616 ließ Christoph von Spiller in Wiese eine Schule einrichten, in der auch die Kinder aus Tschernhausen, Bunzendorf und Ostrichen unterrichtet wurden. Nach dem Dreißigjährigen Krieg gehörte das Gut einem Freiherren von Puteani. Danach erwarben es die Grafen von Gallas und schlugen es ihrer Herrschaft Friedland zu. Nachfolgende Grundherren waren ab 1674 Franz Ferdinand von Gallas, ab 1697 dessen Söhne Philipp Franz und Johann Wenzel. Da letzterer, wie auch sein zuvor verstorbener Bruder ohne männliche Nachkommen geblieben war, fiel sein bedeutsamer Besitz seinem Neffen Christian Philipp Freiherr von Clam mit der Maßgabe der Weiterführung von Namen und Wappen der Grafen Gallas zu, damit entstand das Geschlecht Clam-Gallas. Ab 1805 gehörte das Gut dessen Sohn Christian Christoph Clam-Gallas.
Die als Bunzendorf oder Budiansdorf bzw. Putiansdorf bezeichnete Ansiedlung bestand in der zweiten Hälfte des 18. Jahrhunderts aus 17 Anwesen, einer Walkmühle und einem Meierhof. Im Jahre 1832 bestand Bunzendorf aus 35 Häusern mit 223 deutschsprachigen Einwohnern. Im Ort gab es einen teils zerstückelten herrschaftlichen Meierhof mit Schäferei sowie eine Mühle mit Brettsäge. Pfarrort war Wiese. Im Jahre 1838 erbte Eduard Clam-Gallas den Besitz. Bis zur Mitte des 19. Jahrhunderts blieb Bunzendorf der Allodialherrschaft Friedland untertänig.
Nach der Aufhebung der Patrimonialherrschaften bildete Bunzendorf ab 1850 einen Ortsteil der Gemeinde Tschernhausen im Bunzlauer Kreis und Gerichtsbezirk Friedland. Im Jahre 1860 gründete Franz Liebieg in Bunzendorf eine Leinwand- und Garnwäscherei. Ab 1868 gehörte Bunzendorf zum Bezirk Friedland. Im Jahre 1880 lösten sich Bunzendorf und Wiese von Tschernhausen los und bildeten die Gemeinde Wiese. Auf dem Gelände der ehemaligen Clam-Gallasschen Brauerei errichtete die Firma Christoph & Unmack aus Niesky 1891 ein Zweigwerk für die Herstellung von Baracken für Arbeitersiedlungen, das dafür erforderliche Holz wurde aus dem Isergebirge geliefert. Nachdem die zur k.k. priv. Wollenwarenfabrik, Franz Liebieg gehörige Fabrik Bunzendorf im November 1897 abgebrannt war, wurde sie binnen kurzer Zeit wiederaufgebaut. Bunzendorf bildete ab 1907 eine eigene Gemeinde. Am 21. Juni 1915 brach in der Fabrik von Christoph & Unmack ein Großfeuer aus, das auch auf den benachbarten Meierhof übergriff und diesen zerstörte. Die Ruinen des Hofes wurden später abgebrochen. Auch Christoph & Unmack verließ den Standort Bunzendorf und baute im benachbarten Tschernhausen direkt an der Bahnstrecke Reichenberg-Seidenberg eine neue Fabrik transportabler Baracken auf. Die Fabrik der Firma Franz Liebieg stellte Ende Juni 1926 ihre Produktion ein. Die Stilllegung der beiden Fabriken führte zur Abwanderung. Im Jahre 1930 hatte die Gemeinde Bunzendorf nur noch 175 Einwohner. Zwischen 1932 und 1933 nahm der Küchengerätehersteller Leinbrock Kretzschmar & Co in den Gebäuden der Liebiegschen Fabrik die Produktion von Kaffeemühlen auf. 1936 wurde die Fabrik an einen Ingenieur Gettler veräußert. Nach dem Münchner Abkommen erfolgte 1938 die Angliederung an das Deutsche Reich; bis 1945 gehörte Bunzendorf zum Landkreis Friedland. Im Jahre 1939 lebten in der Gemeinde 193 Personen. Während des Zweiten Weltkrieges verlagerten die Heinrich List Werke für Elektrotechnik und Mechanik, Berlin, die Schaltkästen für Flugzeuge fertigten, einen Teil ihrer kriegswichtigen Produktion nach Bunzendorf. Im Jahre 1944 wurde mit etwa 400 Kriegsgefangenen und 200 Ostarbeitern mit dem Bau einer unterirdischen Produktionsstätte begonnen, die wahrscheinlich nicht fertiggestellt worden ist. Nach dem Ende des Zweiten Weltkrieges kam Bunzendorf zur Tschechoslowakei zurück. Die Produktion in der Fabrik wurde danach nie wieder aufgenommen. Im Jahre 1946 erfolgte die Umbenennung in Boleslav. Zwischen 1946 und 1947 wurden die meisten deutschböhmischen Bewohner vertrieben. Im Zuge der Auflösung des Okres Frýdlant wurde Boleslav dem Okres Liberec zugeordnet. Zu Beginn des Jahres 1963 erfolgte die Eingemeindung nach Černousy.  Am 1. Juli 1980 wurde Boleslav zusammen mit Černousy nach Višňová eingemeindet. Nach der Samtenen Revolution lösten sich Ves, Černousy und Boleslav am 1. September 1990 wieder von Višňová los und bildeten die Gemeinde Černousy. 1991 hatte Boleslav 82 Einwohner. Im Jahre 2001 bestand das Dorf aus 20 Wohnhäusern, in denen 71 Menschen lebten. Insgesamt besteht Boleslav aus 24 Häusern.

## Ortsgliederung
Der Ortsteil Boleslav bildet zugleich einen Katastralbezirk.

## Sehenswürdigkeiten
- Fachwerkhäuser
- Teich Dubový rybník
- Naturreservat Meandry Smědé (Wittig-Mäander)